# Miracle eucharistique de Sienne
 (juillet 2025).
Motif : Sources insuffisantes, avec des sites comme 1000raisonsdecroire (non encyclopédique) ou Aleteia (à peine mieux).

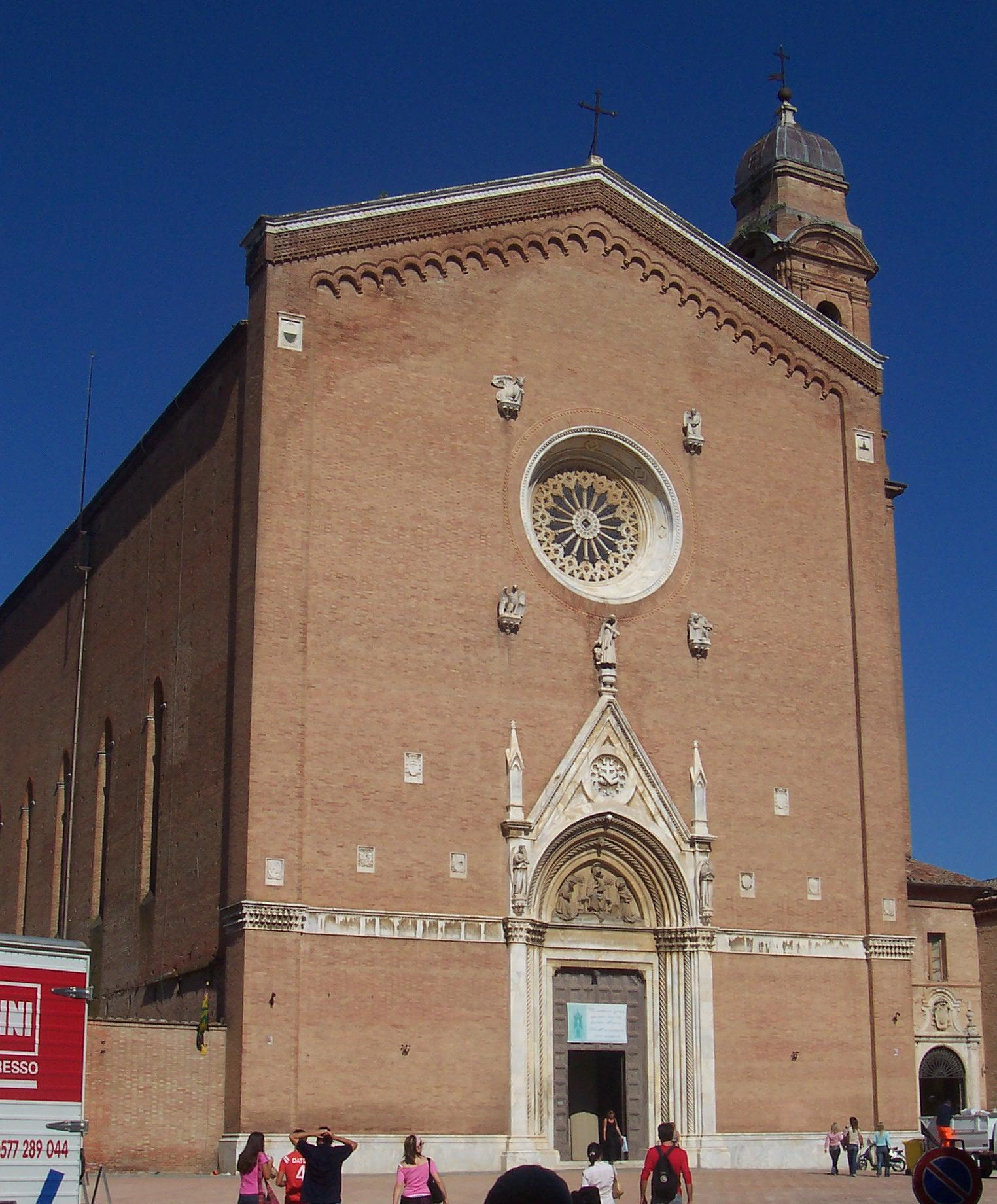
Basilique Saint-François de Sienne.

Le miracle eucharistique de Sienne ou miracle eucharistique permanent de Sienne consiste en la conservation, considérée comme miraculeuse par certains catholiques, de 223 hosties consacrées le 14 août 1730 dans la basilique Saint-François de Sienne. Ces hosties, volées la nuit même de leur consécration et retrouvées trois jours plus tard, seraient conservées intactes jusqu'à ce jour,.

## Histoire
Le 14 août 1730, la veille de la solennité de l'Assomption de Marie, des voleurs inconnus dérobèrent dans la basilique Saint-François le ciboire en argent contenant 351 hosties consacrées,.
Malgré les recherches menées par les autorités religieuses et civiles, on retrouva les hosties consacrées par hasard seulement trois jours plus tard, au matin du 17 août, dans le proche sanctuaire de Santa Maria di Provenzano. Elles avaient été déposées dans un tronc à aumônes,.
Une fois retirées du tronc, elles furent nettoyées, examinées avec soin et identifiées. Puis, elles furent rapportées en procession solennelle dans la basilique Saint-François,.
Pour des raisons d'hygiène, et pour permettre aux fidèles de pouvoir adorer ces hosties, les frères franciscains du couvent Saint-François ne consommèrent pas les hosties. Alors que le temps passait, on remarqua qu'elles ne présentaient aucun signe d'altération. Actuellement, ces hosties sont toujours conservées dans la basilique Saint-François. Seules 223 des 350 hosties originelles sont conservées, une partie ayant été utilisée lors des diverses évaluations scientifiques.

## Évaluations scientifiques
À diverses reprises au fil du temps, les hosties furent examinées par des scientifiques, notamment en 1789, en 1850 et en 1914. Suite aux examens de 1914, Siro Grimaldi déclara : « Les hosties de Sienne sont donc en parfait état de conservation contre toute loi physique et chimique et malgré les conditions totalement défavorables dans lesquelles on les a trouvées et conservées. Il s’agit d’un phénomène singulier, absolument anormal : les lois de la nature se sont inversées, le verre s’est moisi, tandis que la farine s’est révélée plus réfractaire que le cristal ».
D'autres analyses furent ensuite conduites en 1922, 1950, 1951, 2014 aboutissant aux mêmes conclusions,,.